# 阿拉維耶斯卡

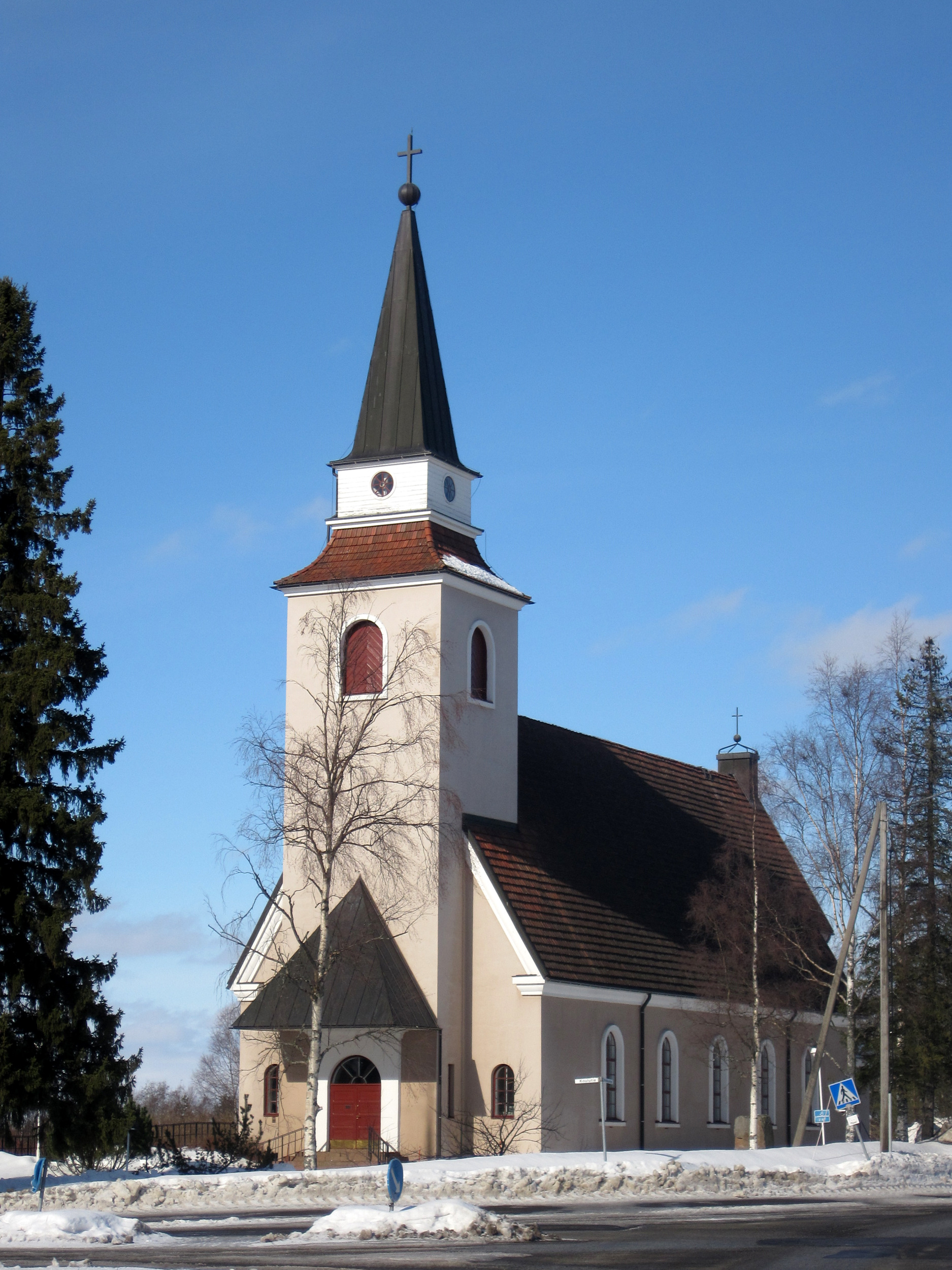
阿拉維耶斯卡教堂

阿拉維耶斯卡（芬蘭語：Alavieska）是芬蘭北博滕區的市鎮，位於該國西部，距離奧盧140公里，始建於1879年，面積253.03平方公里，2013年人口2,750，人口密度為每平方公里10.94人。

## 外部連結
- 阿拉維耶斯卡市镇官方网站 （页面存档备份，存于） （文） （英文）